# Порожній тип
У теорії типів, поро́жній (англ. empty type) або абсу́рдний тип (англ. absurd type), який зазвичай позначають {\displaystyle 0} — це тип без значень. Його можна визначити як нуль-арний кодобуток (диз'юнктне об'єднання порожньої множини типів). Також його можна визначити як поліморфний тип {\displaystyle \forall t.t}

## У мовах програмування

### Haskell
У Haskell порожній тип позначається словом void. Функція типу void не повертає результатів, а програма з побічним ефектом з типом IO Void не завершує роботу або зазнає аварійного завершення. Зокрема, немає загальних (total) функцій типу void.

### Kotlin
У Kotlin порожній тип називається Nothing. Він є підтипом будь-якого іншого типу.